# Simpangsari
Simpangsari is een bestuurslaag in het regentschap Garut van de provincie West-Java, Indonesië. Simpangsari telt 6356 inwoners (volkstelling 2010).